# 마라냥주
마라냥주(브라질 포르투갈어: Estado do Maranhão)는 브라질 북동 지방, 대서양 연안에 위치하며 토칸칭스주, 파라 주, 피아우이주와 이웃하고 있다.

## 지리
마라냥주 전체 면적의 약 90%가 해발 300m 아래에 있는 평지대로 이루어져 있으며 주 경계를 이루는 구루피 강과 파르나이바 강을 비롯하여 그라자우 강, 메아링 강, 이타피쿠루 강, 핀다레 강이 흐르고 있다.
남동쪽을 중심으로 야자나무 계열인 바바수(포르투갈어: Babaçu) 산림과 전형적인 브라질성 [스텝] 지역을 이루고, 북서쪽의 습한 열대성 아마존 산림을 이루고 있다.

## 역사
프랑스에 의해서 1612년 주도 상루이스가 세워진다. 그러나 1614년 상루이스가 포르투갈에 점령되어 포르투갈령이 된다. 1621년 세아라, 파라와 연합하여 마라냥 주가 세워지고 1774년 식민지 브라질이 관리할 때까지 독립적인 상태로 존재하게 된다. 1822년 브라질 독립 선언에 가입하지 않지만, 이듬해에 포르투갈인들의 철수함에 따라 브라질 제국에 합병된다.

## 경제
공업으로는 알루미늄 제련 관련 공업이 발달되어 있다. 그외에는 농업과 축산업이 경제의 주류를 이루고 있다.

## 주요 도시
- 상루이스
- 임페라트리스
- 카시아스

## 인구
| 연도    | 인구      | ±%     |
| ------- | --------- | ------ |
| 1872    | 359,040   | —      |
| 1890    | 430,854   | +20.0% |
| 1900    | 499,308   | +15.9% |
| 1920    | 874,337   | +75.1% |
| 1940    | 1,235,169 | +41.3% |
| 1950    | 1,583,248 | +28.2% |
| 1960    | 2,492,139 | +57.4% |
| 1970    | 3,037,135 | +21.9% |
| 1980    | 4,097,231 | +34.9% |
| 1991    | 4,929,029 | +20.3% |
| 2000    | 5,657,552 | +14.8% |
| 2010    | 6,574,789 | +16.2% |
| 2022    | 6,776,699 | +3.1%  |
| Source: |           |        |